# Procianidina B1
Procianidina B1 es una procianidina dímero.
Es una molécula con un 4 → 8 Bond (epicatequina- (4β → 8) -catequina).
Procianidólicos-B1 se puede encontrar en Cinnamomum verum (canela de Ceilán, en la cáscara, corteza o la corteza), en Uncaria guianensis (uña de gato, en la raíz), y en Vitis vinifera (vid de uva común, en la hoja) o en el melocotón.
Procianidina B1 se puede convertir en procianidina A1 por la oxidación de radicales usando 1,1-difenil-2-picrilhidrazil (DPPH)  en condiciones neutras.